# Airão (São João Batista)
Airão (São João Batista) (oficialmente; também usado São João Batista de Airão) é uma povoação portuguesa do município de Guimarães, com 2,82 km² de área e 827 habitantes (2011) e por isso uma densidade populacional de 293,3 hab/km².
Foi sede de uma freguesia extinta em 2013, no âmbito de uma reforma administrativa nacional, para, em conjunto com Airão (Santa Maria) e Vermil, formar uma nova freguesia denominada União das Freguesias de Airão Santa Maria, Airão São João e Vermil com a sede em Santa Maria de Airão.
Em 2010 foram inauguradas as piscinas e a escola primária foi melhorada.

## População
| População da freguesia de Airão (São João Baptista) (1864 – 2011) | População da freguesia de Airão (São João Baptista) (1864 – 2011) | População da freguesia de Airão (São João Baptista) (1864 – 2011) | População da freguesia de Airão (São João Baptista) (1864 – 2011) | População da freguesia de Airão (São João Baptista) (1864 – 2011) | População da freguesia de Airão (São João Baptista) (1864 – 2011) | População da freguesia de Airão (São João Baptista) (1864 – 2011) | População da freguesia de Airão (São João Baptista) (1864 – 2011) | População da freguesia de Airão (São João Baptista) (1864 – 2011) | População da freguesia de Airão (São João Baptista) (1864 – 2011) | População da freguesia de Airão (São João Baptista) (1864 – 2011) | População da freguesia de Airão (São João Baptista) (1864 – 2011) | População da freguesia de Airão (São João Baptista) (1864 – 2011) | População da freguesia de Airão (São João Baptista) (1864 – 2011) | População da freguesia de Airão (São João Baptista) (1864 – 2011) |
| ----------------------------------------------------------------- | ----------------------------------------------------------------- | ----------------------------------------------------------------- | ----------------------------------------------------------------- | ----------------------------------------------------------------- | ----------------------------------------------------------------- | ----------------------------------------------------------------- | ----------------------------------------------------------------- | ----------------------------------------------------------------- | ----------------------------------------------------------------- | ----------------------------------------------------------------- | ----------------------------------------------------------------- | ----------------------------------------------------------------- | ----------------------------------------------------------------- | ----------------------------------------------------------------- |
| 1864                                                              | 1878                                                              | 1890                                                              | 1900                                                              | 1911                                                              | 1920                                                              | 1930                                                              | 1940                                                              | 1950                                                              | 1960                                                              | 1970                                                              | 1981                                                              | 1991                                                              | 2001                                                              | 2011                                                              |
| 303                                                               | 310                                                               | 357                                                               | 343                                                               | 328                                                               | 322                                                               | 359                                                               | 449                                                               | 610                                                               | 644                                                               | 799                                                               | 907                                                               | 1 012                                                             | 886                                                               | 827                                                               |